# Chiesa della Natività della Beata Vergine Maria (Schiavonia, Este)
La chiesa della Natività della Beata Vergine Maria è un luogo di culto cattolico sito nel centro dell'abitato di Schiavonia, frazione del comune di Este.
La chiesa, edificata alla metà del XVIII secolo, è, nella suddivisione territoriale della chiesa cattolica, collocata nel vicariato di Monselice, a sua volta parte della Diocesi di Padova, ed è sede parrocchiale.

## Storia

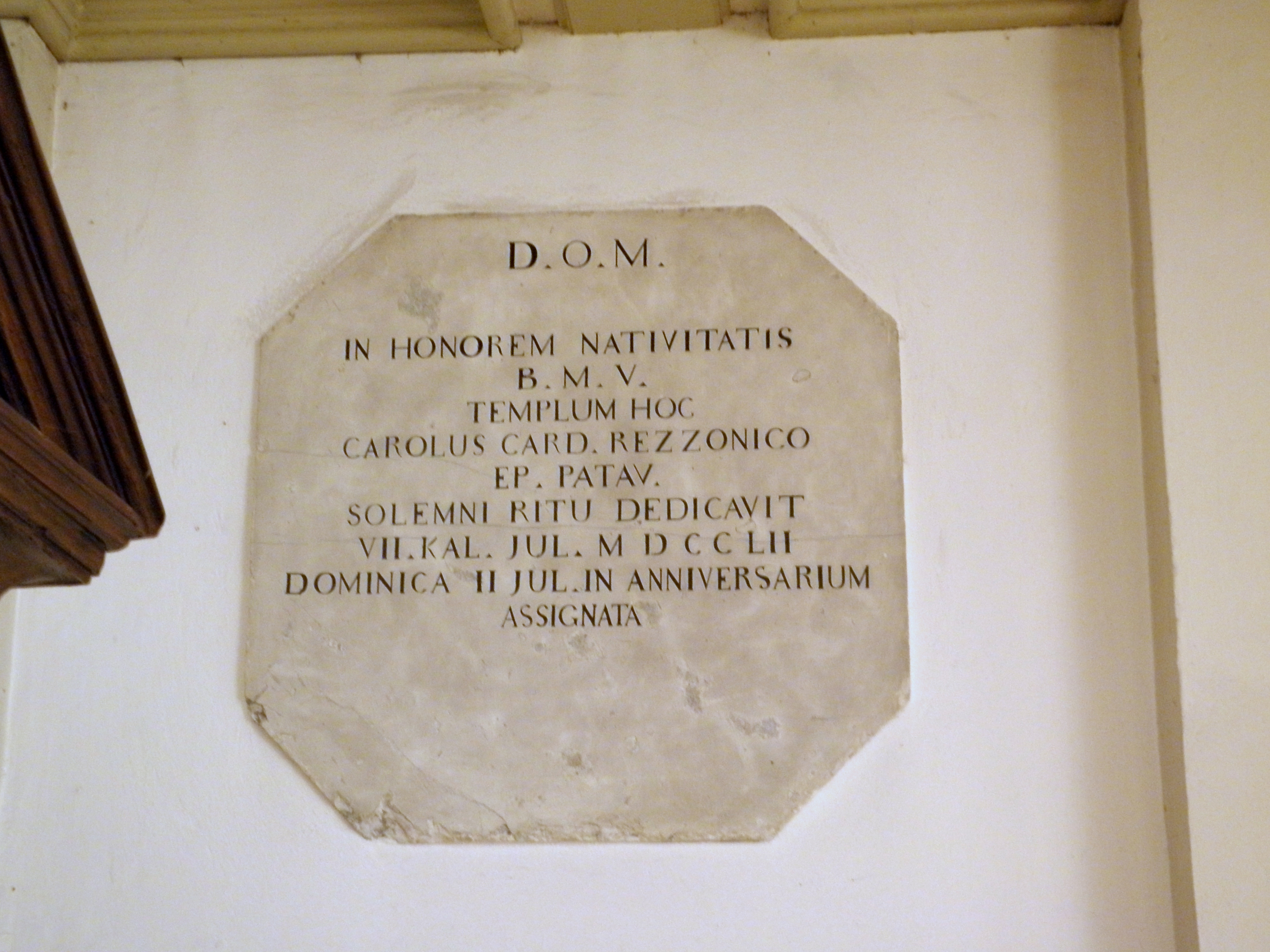
La lapide che ricorda la cerimonia cerimonia con rito solenne officiata il 7 luglio 1752 dal cardinale Carlo Rezzonico

L'edificio venne inaugurato, come si evince da una lapide murata al suo interno, il 7 luglio 1752, con cerimonia con rito solenne officiata dal cardinale Carlo Rezzonico.

## Descrizione

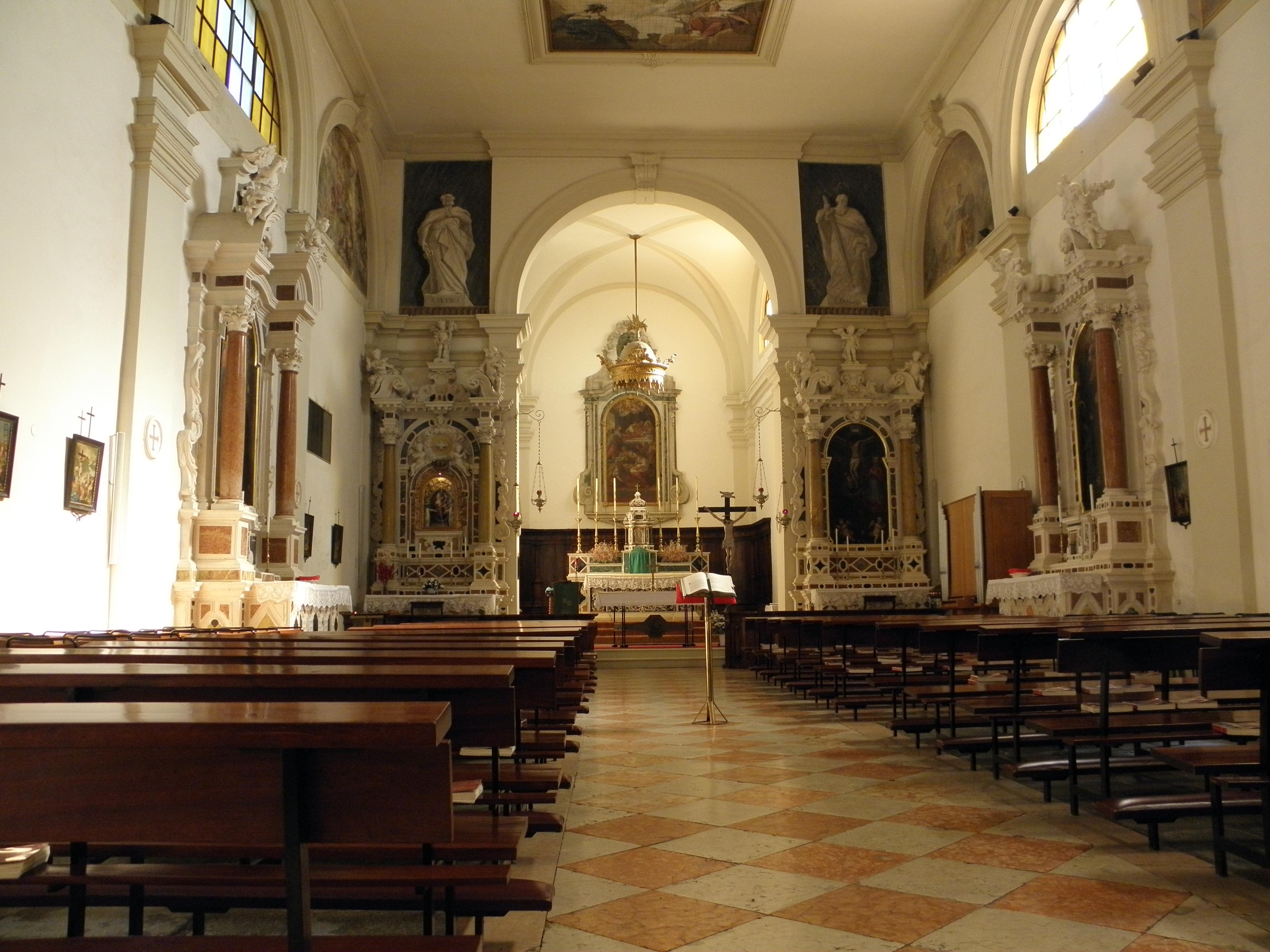
Interno

### Esterno
L'edificio sorge spostato rispetto al centro dell'abitato, a ridosso del cimitero, caratterizzato dall'orientamento est-ovest, e preceduto da un sagrato che presenta al centro un motivo a croce.
La facciata è del tipo a capanna, neoclassica e tripartita, rinserrata sui lati da una coppia di alte lesene in ordine dorico, dove tra le centrali insiste un arco a tutto sesto, con mensola a voluta in chiave di volta.
Tra le lesene centrali è presente l'unico portale, in stile barocco, sopra il quale è posta una lapide con la dedicazione della chiesa in latino, mentre tra quelle più esterne sono presenti due una nicchie, una per lato e sormontate da specchi, che accolgono in quella di sinistra una statua della Madonna col Bambino e in quella di destra una statua di San Cristoforo nella classica iconografia di figura con bastone e Gesù bambino sulle spalle. 
La parte superiore termina in un timpano caratterizzato da una cornice in cotto al centro della quale è posto il simbolo IHS racchiuso in un sole.

### Interno
La chiesa è dotata, oltre all'altare maggiore posto nell'abside dietro al presbiterio, rialzato di due gradini rispetto al pavimento, di altri quattro altari, due addossati alle pareti interne e due a fronte dei fedeli, ai lati del presbiterio.
Nella controfacciata è posta la cantoria lignea, accessibile attraverso una scala a chiocciola, che accoglie anche l'organo a canne costruito da Antonio Mazziero e risalente al 1840.